# Sender Rimavská Sobota
Koordinaten: 48° 24′ 20″ N, 20° 7′ 32″ O

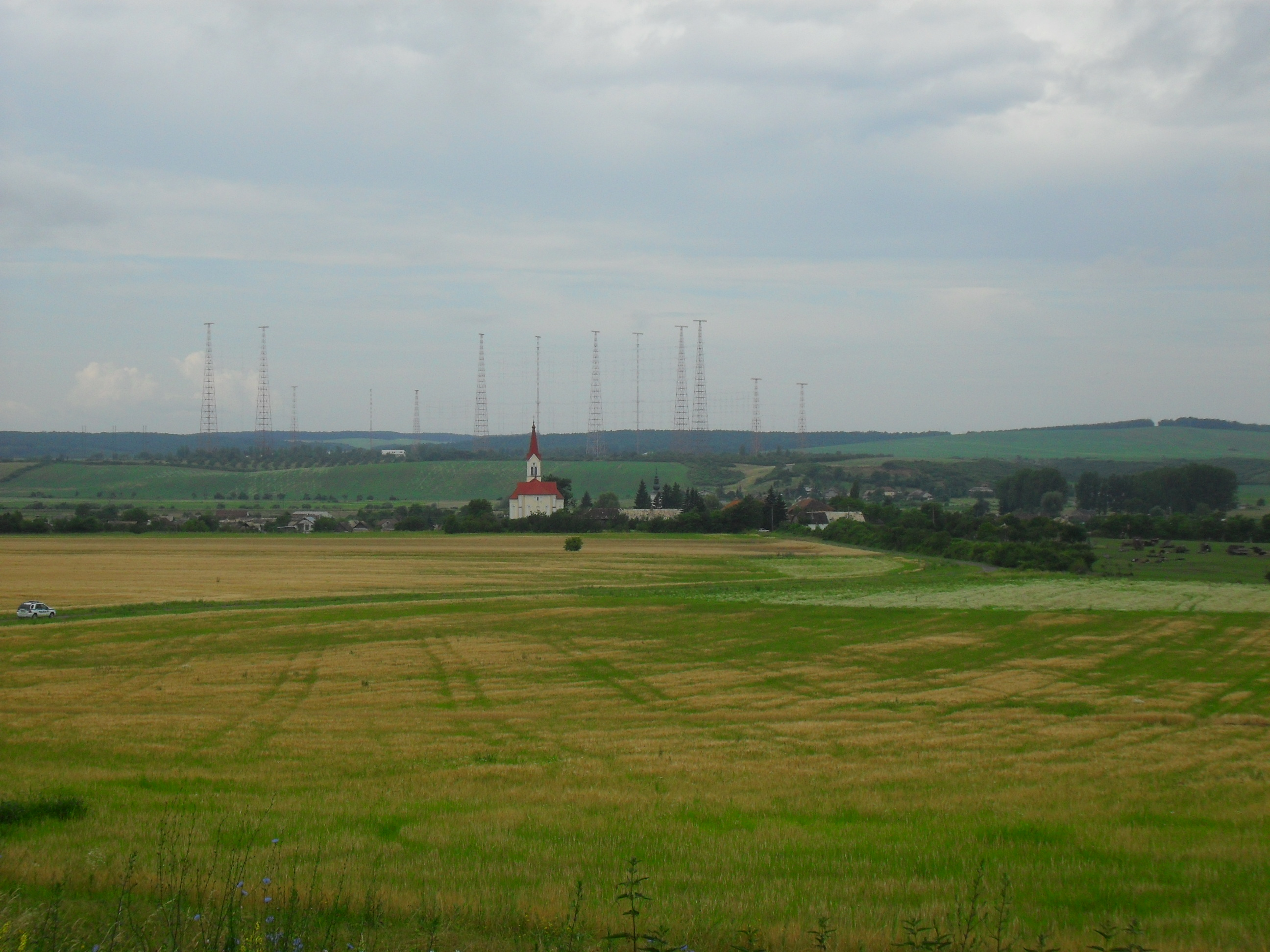
Blick auf den Sender von Uzovská Panica aus

Der Sender Rimavská Sobota ist ein Rundfunksender für Kurz- und Mittelwelle, er befindet sich 8 Kilometer (Luftlinie) ostnordöstlich von Rimavská Sobota in der Gemeinde Uzovská Panica in der Slowakei.

## Geschichte
Der Sender wurde zwischen 1952 und 1956 zunächst als reiner Mittelwellensender gebaut, 1964 erfolgte eine Erweiterung um Kurzwellenanlagen. Im Jahr 1982 bis 1983 erfolgte eine umfassende Erweiterung der Sendeanlage, womit sie jene in Veľké Kostoľany weitgehend ablöste. Es entstanden diverse Vorhangantennen an Türmen von 90, 160 und 169 Meter Höhe. Es konnten Frequenzen von 5 MHz bis 22 MHz mit bis zu 250 kW Sendeleistung bedient werden. Im Rahmen der Modernisierung wurde auch eine neue Sendehalle für die Mittelwellensender errichtet, in welcher jeweils zusammengeschaltete Cluster aus zwei Sendern mit 25 kW, zwei Sendern mit 10 kW sowie zwei Sender mit 7 kW vom Typ Tesla SRV aufgebaut wurden. Es war die erste Sendeanlage in Europa, welche es ermöglichte, alle drei zur damaligen Zeit verwendeten Frequenzen 702 kHz, 1017 kHz und 1233 kHz gleichzeitig über einen einzigen Sendemast auszustrahlen. Es handelt sich hierbei um einen abgespannten Stahlfachwerkmast von 109 m Höhe.
Auch nach der Auflösung der Tschechoslowakei wurde die Sendeanlage weiterhin von den Rundfunkanstalten beider Staaten genutzt. Es erfolgten Ausstrahlungen sowohl von Radio Slowakei International als auch von Radio Prag. Zum 1. Juli 2006 beendete Radio Slowakei International zunächst seine Ausstrahlungen auf Kurzwelle, kehrte allerdings nach Hörerprotesten am 29. Oktober 2006 wieder dorthin zurück. Zum 1. Januar 2011 erfolgte die endgültige Einstellung der Kurzwellensendungen seitens Radio Slowakei International, Radio Prag folgte am 31. Januar 2011.
Der Mittelwellensender sendete bis 2009 auf der Frequenz 1017 kHz mit 40 kW Sendeleistung, nachdem die übrigen zwei Frequenzen bereits Jahre zuvor abgeschaltet worden waren. Nach einer mehrjährigen Inaktivitätsphase wurde dieser am 1. November 2017 erneut mit 10 kW Sendeleistung in Betrieb genommen, diesmal auf der Frequenz 1521 kHz. Tagsüber wurde das Programm des ungarischsprachigen Rádio Patria gesendet, abends und nachts Rádio Devín. Diese Ausstrahlungen wurden vom Slowakischen Rundfunk zum 11. Januar 2022 eingestellt.
Die Sendetürme für Mittelwelle und Kurzwelle sollen bis Juli 2025 komplett abgerissen werden.